# 橙红灯台报春
橙红灯台报春（学名：[Primula aurantiaca] 错误：{{Lang}}：文本有斜体标记（帮助））为报春花科报春花属下的一个种。

## 扩展阅读
- 維基物種上的相關：橙红灯台报春